# KNN 모닝와이드
《KNN 모닝와이드》는 KNN TV에서 매일 오전 7시 15분에 방송 중인 부산 경남 지역 아침 종합 뉴스 프로그램이다.

## 개요

### 시작
1995년 5월 1일부터 PSB의 개국과 함께 아침 종합뉴스 프로그램인 《PSB 뉴스나우》로 신설되었으며, 1998년 3월 1일부터 《PSB 뉴스와이드》로 변경되었다. 2000년 5월 1일부터 아침 종합뉴스 겸 시사 정보 프로그램인 《PSB 모닝와이드》로 확대 개편되었으며, 2002년 11월 4일부터 뉴스 기능을 강화한 《PSB 뉴스와이드》로 환원되었고 2006년 5월 1일 KNN 부산경남방송으로 사명 변경한 첫 날부터 《KNN 뉴스와이드》로 프로그램 제목을 변경했고 2006년 5월 1일부터는 《KNN 모닝와이드》로 변경해 방송 중이다.

### 편성
- 《KNN 모닝와이드》는 현재 지역민영방송 가운데 방송 분량이 압도적으로 많은 아침 뉴스 프로그램으로 타 지역민영방송이 아침 뉴스로 《모닝와이드 2부》 방송 진행 도중 중간에 10분 ~ 30분 정도를 따로 할애하여 편성하는 것과는 다르게 《KNN 모닝와이드》는 《모닝와이드 3부》 방송 시간대를 통째로 할애하여 1시간(매일 기준)으로 편성하고 있다. 사실 이러한 편성은 《PSB 모닝와이드》 시절대부터 이어져 왔다.
- 한편, 《KNN 모닝와이드》가 1시간 분량의 대형 뉴스 프로그램으로 편성된 데에 대한 배경으로는 이전의 《PSB 모닝와이드》 편성 분량에도 영향이 있지만 무엇보다도 《KNN 모닝와이드》가 단순한 부산·경남권 지역 뉴스가 아니라 부산, 경남 지역을 중심으로 하는 전국 뉴스라는 점이 부각 된 것으로 보인다. 실제로 《KNN 모닝와이드》는 KNN 서울지국을 통해 정가 소식을 중심으로 한 전국 뉴스를 공급 받아 전하고 있다.
- 《KNN 모닝와이드》는 프로그램 최초반, 중반, 최후반에 날씨 예보, 주요 기사 브리핑을 배치했다. 프로그램 중반(오전 8시 경)에는 KNN 창원방송센터를 연결해 약 10분 동안 경남 지역 소식을 방송하고 있다. 또한 클릭 세상 이야기를 통해 주로 당일 발행한 신문 주요 기사를 전달하는 조간 브리핑 코너, 각종 동영상이 곁들여 있는 인터넷 뉴스 기사·화제 기사를 방송한다. 프로그램 말미(오전 8시 15분 경)에는 APTN으로부터 뉴스를 공급 받아 세계 소식을 다루는 월드 뉴스, 부산 경남 지역 전시, 공연, 연극, 영화 등 문화 예술계 소식을 전달하는 핫 이슈 클릭, 부산·경남 지역 주요 인사·부산·경남에 연고를 둔 타 지역 인사를 초빙해 알아보는 인물 포커스, 주치의를 통해 건강 정보를 제공하는 건강 365, 부산 경남 지역 문화, 전시 등 다양한 행사를 알려주는 코너인 알림 마당을 편성하였다.
- KNN의 2020년 개편으로 2020년 6월 15일부터 2022년 10월 2일까지 핫 이슈 클릭, 인물 포커스, 건강 365 코너가 《모닝통통통》으로 분리되어 신설됐다가 2022년 10월 3일 가을 개편으로 오전 7시 15분으로 편성 변경으로 《모닝통통통》과 통합해 1, 2부 분류되어 편성됐다.
- 2023년 7월 17일부터 다시 개편을 시행한다. 2부제에서 1부제로 변경되었으며 과거 2부 시간대에는 《굿모닝 투데이》가 옮겨 편성되며 오전 8시 5분에는 2부에 흡수되었던 《모닝통통통》이 《모닝플러스》로 재신설되었다.

## 방송 시간
- 매일 오전 7시 15분 ~ 오전 7시 40분 (25분)

## 앵커
| 대수 | 진행자 | 진행자 | 진행 기간                          | 비고                          |
| 대수 | 남성   | 여성   | 진행 기간                          | 비고                          |
| ---- | ------ | ------ | ---------------------------------- | ----------------------------- |
| 1대  | 문근해 | 임지현 | 일자 미상 ~ 2007년 5월 20일        |                               |
| 2대  | 황범   | 황소윤 | 2007년 5월 21일 ~ 일자 미상        |                               |
| 3대  | 황범   | 최지해 | 일자 미상 ~ 2009년 12월 13일       |                               |
| 4대  | 황범   | 김보라 | 2009년 12월 14일 ~ 2011년 7월 31일 |                               |
| 5대  | 황범   | 정희정 | 2011년 8월 1일 ~ 2012년 11월 11일  |                               |
| 6대  | 현승훈 | 정희정 | 2012년 11월 12일 ~ 2017년 2월 5일  | [ 1 ] [ 2 ]                   |
| 7대  | 황범   | 이하윤 | 2017년 2월 6일 ~ 2018년 3월 11일   | [ 3 ] [ 4 ]                   |
| 8대  | 현승훈 | 이하윤 | 2018년 3월 12일 ~ 2019년 11월 30일 | [ 5 ] [ 6 ] [ 7 ] [ 8 ] [ 9 ] |
| 9대  | 황범   | 박수진 | 2019년 12월 1일 ~ 2021년 10월 1일  | [ 11 ] [ 12 ]                 |
| 10대 | 고강용 | 김다롬 | 2021년 10월 4일 ~ 2023년 1월 6일   | [ 14 ] [ 15 ] [ 16 ]          |
| 11대 | 박경익 | 김다롬 | 2023년 1월 9일 ~ 2023년 12월 29일  | [ 17 ] [ 18 ]                 |
| 12대 | 이상철 | 김다롬 | 2024년 1월 1일 ~ 2024년 4월 11일   |                               |
| 13대 | 황범   | 김다롬 | 2024년 4월 12일 ~ 2024년 5월 2일   | [ 20 ] [ 21 ] [ 22 ]          |
| 14대 | 오주호 | 김다롬 | 2024년 5월 6일 ~ 2024년 5월 31일   |                               |
| 15대 | 오주호 | 김채림 | 2024년 6월 3일 ~ 2025년 5월 13일   | [ 23 ]                        |
| 16대 | 박경익 | 임혜림 | 2025년 5월 14일 ~ 현재             | [ 24 ]                        |

## 코너

### 방영 코너
- 오늘의 주요 뉴스
- 스탠딩 리포트
- 경남 브리핑
- 대한민국 2005! 2025

## 타이틀 변천사
- 현재 타이틀은 2006년 5월 1일부터 기준으로 한다.

| 기수 | 프로그램 타이틀 | 방송 기간                         |
| ---- | --------------- | --------------------------------- |
| 1기  | PSB 뉴스나우    | 1995년 5월 1일 ~ 1998년 2월 28일  |
| 2기  | PSB 뉴스와이드  | 1998년 3월 1일 ~ 2000년 4월 30일  |
| 3기  | PSB 모닝와이드  | 2000년 5월 1일 ~ 2002년 11월 3일  |
| 4기  | PSB 뉴스와이드  | 2002년 11월 4일 ~ 2006년 4월 30일 |
| 5기  | KNN 뉴스와이드  | 2006년 5월 1일 ~ 현재             |
| 6기  | KNN 모닝와이드  | 2006년 5월 1일 ~ 현재             |

## 경쟁 프로그램
- KBS 뉴스광장 부산 (KBS 부산 1TV)
- KBS 뉴스광장 경남 (KBS 창원 1TV)
- MBC 뉴스투데이 부산 (부산MBC TV)
- MBC 뉴스투데이 경남 (MBC 경남 TV)